# 东花园镇
东花园镇，是中华人民共和国河北省张家口怀来县下辖的一个乡镇级行政单位。

## 行政区划
东花园镇下辖以下地区：
东花园镇社区、达子营村、新九街村、南水泉村、垛口营村、东花园村、西花园村、火烧营村、太师庄村、清水河村、五里铺村、大南辛堡村、焦庄村、西榆林村、东榆林村、羊儿岭村、三泉井村、董庄子村、陈家堡村、辛坊村、姚家河村和杨庄子村。

## 交通
- 京包铁路：东花园站